# Gerswinda
Gerswinda (také Gersuinda nebo Gervinda, zemřela po roce 800) byla konkubínou císaře Karla Velikého, kterou se stala po smrti jeho poslední manželky Luitgardy. Podle císařova životopisce Einharda pocházela Gerswinda z národa Sasů, který Karel Veliký třicet let potlačoval.

## Pozice u dvora
Gerswinda byla jednou ze čtyř konkubín z období po smrti Luitgardy, dalšími byly Regina, Adelinda a Madelgarda. Luitgarda byla po své smrti bohatě velebena, ale Gerswinda a ostatní konkubíny byly v církevních kruzích kolem císaře méně oblíbené, přesto však byl jejich vliv významný. Duchovní jako Wetti z Reichenau (který měl údajně vize císařova trápení v posmrtném životě pro jeho sexuální aktivity) byli z císařovy "nezmenšené a mimomanželské sexuální energie" neklidní.
Gerswinda byla součástí nemalé skupiny žen, která žila v těsné a důvěrné blízkosti císaře, a kam patřily také jeho sestry, dcery a vnučky, tato skupina žen hrála v životě císařského dvora důležitou roli.

## Potomci
Gerswinda byla matkou císařovy dcery Adeltrudy. O Karlovi Velikém bylo známo, že měl rád své dcery a neochotně je provdával nebo pouštěl ode dvora. Adeltrudin osud, stejně jako mnoha císařových dětí, není znám, ale je možné, že vstoupila do kláštera. Je pravděpodobné, že získala formální vzdělání, jak Einhard zdůrazňuje, synové i dcery Karla Velikého byly vzdělávány ve volném umění, a od žen se očekávalo, že se naučí příst a tkát.

## Pozdější život
Karel Veliký zanechal podrobnou závěť, v níž se postaral o všechny své legitimní potomky a děti svých synů. Tato závěť je pro nás důležitým zdrojem informací, jak se Karel Veliký snažil v posledních letech svého života uspořádat svou rodinu i říši. Čerpáme z ní i další informace o nástupci Karla Velikého Ludvíku Pobožném a jeho vztahu k ženám. Einhard tvrdí, že měl Karel Veliký v úmyslu změnit svou závěť tak, aby zajistil i své potomky s konkubínami, ale nakonec tak neučinil. Ze zdroje dvořana Ludvíka Pobožného, známého jako "Astronom" (ze 40. let 8. století) lze usuzovat, že příjemci majetku po smrti Karla Velikého byli i jeho nemanželské děti. O následném Gerswindině životě a smrti není nic známo.